# Ramon Vilanova i Barrera

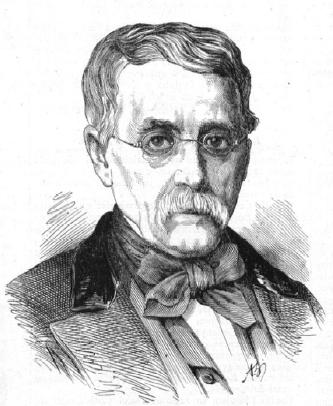
Ramon Vilanova i Barrera 1878

Ramon Vilanova i Barrera (* 21. Januar 1801 in Barcelona; † 14. Mai 1870 ebenda) war ein katalanischer Kapellmeister und Komponist geistlicher Werke der frühen Romantik.

## Leben und Werk
Ramon Vilanova erhielt ab seinem 8. Lebensjahr Musikunterricht bei dem Gitarrenlehrer Josep Ferrés in Barcelona. Er setzte diese Ausbildung in der Kapelle des Geistlichen Jaume Domènec in Berga fort, wohin die Familie wegen des Französischen Krieges fliehen musste. Nach der Rückkehr nach Barcelona setzte er sein Studium bei Francesc Queralt und Mateu Ferrer fort und schloss es ab.
1829 ging Vilanova zu Studien nach Mailand und arbeitete mit den italienischen Komponisten Gaetano Piantanida und Bonifazio Asioli zusammen. Laut damaligen Presseberichten war er in dieser Zeit als Regieassistent in einem Theater der Stadt angestellt. 1830, nach seiner Rückkehr aus Italien, wurde er vom Domkapitel zum Kapellmeister der Kathedrale von Barcelona ernannt. Drei Jahre später verließ er diese Position, um die Leitung von Opernaufführungen am Teatre Principal de València zu übernehmen. Der Tod von Ferdinand VII. führte zu einer vorübergehenden Schließung dieses Theaters aufgrund von Staatstrauer. Daraufhin kehrte Vilanova nach Barcelona zurück.
Er widmete sich jetzt ausschließlich dem Unterricht und der Komposition von geistlichen Werken. Mit der Pastoralmesse von 1828 schrieb er ein Werk von großer melodischer Inspiration und origineller Instrumentierung, das im 19. Jahrhundert große Verbreitung fand. Er schrieb auch eine Messe für großes Orchester, eine Messe für Harfe und drei Gloria-Messen. Weiter schrieb er Pregària de la Verge (Gebet für die Jungfrau) für Chor und eine große Anzahl von Motetten, Litaneien, Lobliedern und Responsorien. Das Requiem de Bilbao von 1838 hatte Vilanova für die Opfer des Bürgerkrieges von 1833-1839 komponiert. Sein bemerkenswertestes Werk ist das groß angelegte, in hoch ernstem Stil gehaltene Requiem von 1845.
Vilanova war ein hoch angesehener Musikdozent. Schüler von ihm waren unter anderem die Komponisten Vicenç Cuyàs, Marià Obiols, Josep Jurch i Rivas und die Pianisten Pere Tintorer, Josep Piqué. Vilanova veröffentlichte eine Lehrmethode für Solfeig und vervollständigte die Kompositionsmethode von Anton Reicha.